# Brijanje operacionog polja
Brijanje operacionog polja jedna je od neposrednih preoperativnih hirurških procedura u pripremi operacionog polja na koži bolesnika, na dan operacije. U načelu ga obavlja medicinski tehničar u operacionom bloku ili bolesničkoj sobi.

## Opšta razmatranja
Brijanje operacionog polja najbolje je obaviti neposredno pre operacije u sobi za pripremu bolesnika ili bolesničkoj sobi, jer prerano brijanje, dan pre operacije, povećava rizik od infekcije, a prekasno brijanje uzrokuje nepotrebnu žurbu koja može uznemiriti bolesnika.
Površina koja se brije zavisi od lokalizacije i veličine operacionog reza, a u načelu se brije polukružna površina veličine 15—20 cm oko predviđenog reza. 
Tokom brijanja treba izbegavati suvo brijanje jer za sobom ostavlja dlake i deskvamirane ćelije koje se ni pažljivim pranjem kasnije ne mogu otkloniti. 

## Zadaci medicinskog tehničara tokom brijanju operacionog područja
| Postupak           | Aktivnosti | Napomene |
| ------------------ | --- | --- |
| Priprema bolesnika | - Objasniti bolesniku postupak i važnost brijanja pre operacije | |
| Priprema prostor   | - U sobu za pripremu, ili u bolesničkoj sobi oko kreveta staviti paravan i time ga odvojiti od ostalih bolesnika - Zatvoriti prozore, kako bi se bolesnik zaštito od promaje i prašine. | - Medicinski tehničar treba da ima u vidu bolesnikovu udobnost i stidljivost (intimnost) |
| Priprema pribora   | - Brijač za jednokratnu uporabu - Tečni sapun/penu za brijanje ili sredstvo za dezinfekciju kože deterdžentom (Plivasept penušavi) - Smotuljke gaze za brisanje - Posudu s toplom vodom | |
| Izvođenje zahvata  | - Smestiti bolesnika u udoban položaj. - Osloboditi područje tela koje će se brijati od odeće i zavoja. - Nakvasiti operaciono područje plivasept penušavom tečnošću, tečnim sapunom ili penom za brijanje. - Pričekati 1—2 minuta | - Sapun otapa masne materije i nečistoću na kož, tako da voda može prodreti i omekšati dlake. |
| Brijanje           | - Brijanje treba obaviti od sredine mesta operacije prema spolja, držeći britvu pod uglom od 30 do 45° - Brijati u smeru dlačica a drugom rukom zatezati kožu (pokreti moraju biti usklađeni, dugi i nežni) - Pregledati obrijano područje tako da je ono tokom pregleda u nivou očiju - Isprati toplom vodom obrijano područje - Osušiti obrijano područje gazom ili papirnim ubrusom. - Uputiti bolesnika na tuširanje ili okupati bolesnika u krevetu ako je nepokretan. | - Takvo držanje britvice i brijanje smanjuje broj poskotina na minimum. - Brijanje u smeru rasta dlačica pomaže odstranjivanju dlačica što je moguće bliže površini kože. - Napinjanje kože eliminiše udubljenja i nabore kako bi se tokom brijanja moglo zahvatiti veće područje koje se brije. - Brižljivo posmatranje površine kože pomaže medicinskom tehničaru da proveri jesu li uklonjene sve dlačice. - Ispiranje vodom uklanja sve ostatke sapuna, oštećene kože i dlačica. - Sušenje kože ugodno je za bolesnika. |

## Literatura
- Ivan Prpić et al., „Kirurgija za medicinare“, „Školska knjiga“ Zagreb, 1995.
- Martin, Shirley (2007). Minor Surgical Procedures for Nurses and Allied Healthcare Professionals. England: John Wiley & Sons, Ltd. стр. 122. ISBN 978-0-470-01990-0.

## Spoljašnje veze
- OnLine Pediatric Surgery HANDBOOK Архивирано на веб-сајту  (5. октобар 2007) (језик: енглески)

|  | Molimo Vas, obratite pažnju na važno upozorenje u vezi sa temama iz oblasti medicine (zdravlja). |